# Jesús Bermúdez Tórrez
Jesús Bermúdez Tórrez (Oruro, 24 de gener de 1902 - 3 de gener de 1945) fou un futbolista bolivià de la dècada de 1930.
Fou 8 cops internacional amb la selecció boliviana de futbol, amb la qual disputà la Copa del Món de futbol de 1930. Pel que fa a clubs, defensà els colors de l'Oruro Royal i San José. L'estadi de la ciutat d'Oruro duu el seu nom.